# Aserbaidschanische Diaspora
Aserbaidschanische Diaspora ist eine ethnische Gemeinschaft der Aserbaidschaner in der Fremde, die Aserbaidschan verlassen haben und mitunter über weite Teile der Welt verstreut sind. Weltweit existieren rund 150 aserbaidschanische Gesellschaften und Organisationen, die man nach verschiedenen Themen (bspw. Tanz, Kommunikation, Politik, Geschichte) kategorisieren kann. Ein staatliches Komitee koordiniert die Zusammenarbeit und Verbindung mit Aserbaidschanischer Diaspora.

## Aserbaidschaner in Deutschland
→ Hauptartikel: Aserbaidschaner in Deutschland
Deutschland ist eines der Länder, in dem die aserbaidschanische Diaspora aktiv ist. Offiziell sind 8.500 Aserbaidschaner in Deutschland bei der Konsularabteilung der Botschaft Aserbaidschans in Deutschland registriert. Nach inoffiziellen Angaben beträgt die Gesamtzahl Aserbaidschaner 15.000 (Stand 2014).
In Deutschland gibt es mehrere Aserbaidschanische Kulturvereine sowie Deutsch-Aserbaidschanisches Forum e.V., Deutsch-Aserbaidschanischer Kulturverein, Vereinigung der aserbaidschanischen Akademiker, Kulturinstitut Nizami Gandschavi, Verein der deutsch-aserbaidschanischen Freundschaft, Koordinationszentrum für Aserbaidschaner in Deutschland und Verein Odlar Yurdu in Berlin, Aserbaidschanischer Kulturverein und Verein der deutsch-aserbaidschanischen Freundschaft in Köln, Aserbaidschanischer Kulturverein in Stuttgart, Aserbaidschanischer Akademikerverein in Bochum, Aserbaidschanisch-Deutscher Freundschaft- und Kulturverein in Nürnberg und Aserbaidschanischer Kulturverein „Güney“ in Würzburg. Sie organisieren Veranstaltungen mit dem Ziel, Aserbaidschans Kultur und Geschichte der deutschen Gemeinschaft zu vermitteln und Kontakt mit den in Deutschland lebenden Aserbaidschanern zu halten.
2008 wurde in Deutschland das „Kulturjahr von Aserbaidschan“ erklärt. Im selben Jahr wurden in 12 deutschen Städten bis zu 100 unterschiedliche Veranstaltungen über Aserbaidschan organisiert.

## Aserbaidschaner in Russland
Laut der Volkszählung 2010 beträgt die Zahl der Aserbaidschaner, die in der Russischen Föderation leben, 603.070. Die tatsächliche Anzahl der Aserbaidschaner in Russland ist jedoch viel höher als Zensusdaten.
Die größte aserbaidschanische Kulturvereine- und Gemeinschaften in Russland sind in Dagestan, Moskau, Chanty-Mansijsk, Krasnojarsk, Rostow am Don, Saratow, Oblast Swerdlowsk, Samara und Stawropol anzutreffen.

## Aserbaidschaner in der Türkei
Laut Looklex Enzyklopädie leben 800.000 Aserbaidschaner in der Türkei. Dies entspricht einem Anteil von 1,1 % der türkischen Bevölkerung. Aserbaidschaner sind die größte ethnische Gruppe in der Stadt Iğdır und zweitgrößte ethnische Minderheit in Kars.

## Aserbaidschaner in Georgien
Etwa 6,5 % der Bevölkerung Georgiens bilden Aserbaidschaner und sie sind die größte ethnische Minderheit in Georgien. Aserbaidschaner bewohnen hauptsächlich ländliche Gebiete wie Niederkartlien, Kachetien, Innerkartlien, eine Region, die allgemein als Bortschali bezeichnet wird.

## Liste der Länder nach Anzahl der Aserbaidschaner
Die aserbaidschanische Diaspora umfasst die Türkei, Russland, die Ukraine, den Iran, den Irak, Georgien, Kasachstan, Usbekistan, Turkmenistan, Kirgistan, Belarus, Vereinigte Staaten, Kanada, Argentinien, Brasilien, Mexiko, Honduras, Guatemala, Peru, Bangladesch, Indien, Afghanistan, Pakistan, Jordanien, Indonesien, den Jemen, China, Oman, Saudi-Arabien, Syrien, Ägypten, Algerien, Sudan, den Kongo, Australien, Lettland, Estland, Litauen, Polen, Deutschland, Großbritannien, Norwegen, Dänemark, Schweden, Ungarn, Frankreich, Italien, Spanien, Österreich, Albanien, Finnland, Portugal, die Niederlande, Belgien, Schweiz, Slowakei und die Tschechische Republik.
| Länder                       | Zahl der Aserbaidschaner |
| ---------------------------- | ------------------------ |
| Türkei                       | 800.000                  |
| Russland                     | 603.070 (Stand 2010)     |
| Vereinigte Staaten           | 400.000 (Stand 2011)     |
| Georgien                     | 284.761 (Stand 2002)     |
| Kasachstan                   | 150.000 (Stand 2009)     |
| Frankreich                   | 70.000 (Stand 2007)      |
| Ukraine                      | 45.176 (Stand 2001)      |
| Usbekistan                   | 44.410 (Stand 1989)      |
| Kirgisistan                  | 17.267( Stand 2009)      |
| Vereinigtes Königreich       | 15.000 (Stand 2009)      |
| Vereinigte Arabische Emirate | 7.000 (Stand 2015)       |
| Belarus                      | 5.567 (Stand 2009)       |